# 几何分析
幾何分析（英語：Geometric analysis）是數學分析的分支，把非線性偏微分方程的方法解決幾何和理論物理學問題的數學領域。

## 歷史
華人數學家丘成桐在1978年的國際數學家大會的大會報告中系統描繪了幾何分析與高維單值化理論的發展，丘成桐在微分幾何中系統地發展了偏微分方程的方法，解決了卡拉比猜想的证明，為幾何與分析的融合，現在被稱為幾何分析的數學分支作出了貢獻。
理查德·哈密頓教授在黎曼几何之中引入了里奇流 (Ricci flow)。这一套偏微分方程通过空间自身的弯曲决定着空间的几何如何随着时间而演化。他用这套工具证明了关于具有正曲率的三维与四维空间的形状拓朴。